# Kopači (obec)
Kopači (ukrajinsky Копачі, rusky Копачи) byla vesnice, která ležela přibližně 11 kilometrů od Černobylu, 4 kilometry od Černobylské jaderné elektrárny a 8 kilometrů od města Pripjať. Nachází se na pravém břehu povodí řeky Pripjať, v Ivankovském rajónu Kyjevské oblasti, a je včleněna do desetikilometrové černobylské zóny. Časová zóna – Východoevropský čas, East European Time (EET) UTC+2, letní čas – UTC+3.
Název nepochází ze slova „копати“ (kopat), ale od slova „копа“ (kopa), což bylo shromáždění pro náboženské, obchodní nebo právní účely. V roce 1886 zde žilo 774 pravoslavných křesťanů a 92 ortodoxních Židů. Roku 1900 ve vlastnické vesnici (náleželo Sergeji Čeliščevu) žilo 334 obyvatel a bylo zde 56 domů.
Stál zde farní dřevěný kostel zasvěcený mučednici Paraskevě, postavený v roce 1742 a zničen v roce 1927 spolu s ikonami a církevními potřebami. Vesnice se rychle rozrůstala mezi léty 1980-1986 a před havárií zde žilo 1 114 obyvatel.
Po katastrofě Černobylu (1986) byla vesnice kontaminována radioaktivním spadem a následně evakuována a v současnosti je obklopena uzavřenou černobylskou zónou, od roku 1986 je opuštěna. Většina původních obyvatel odešla do města Lechnivka v Kyjevské oblasti, vzdáleného 150 km.
Poté, co byla vesnice úřady evakuována, byly všechny domy strženy. Z budov byla zachována pouze mateřská školka a obecní úřad. Z jakého důvodu byly tyto domy zachovány, dnes již nejspíše nikdo neví. V Kopači zůstal také zachován pomník vojákům Rudé armády z let 1941–1945. Kopači nebyla jedinou vesnicí trpící osudem Černobylské jaderné katastrofy.
Jediné stopy, které zbyly po této obci, jsou řady kopců a malý počet přežívajících stromů, které jsou součástí místní flóry. Každý kopec obsahuje pozůstatky jednoho domu a je zakončen nápisem se znakem mezinárodního symbolu radioaktivity.
Vesnice byla vyřazena z evidence v roce 1999.

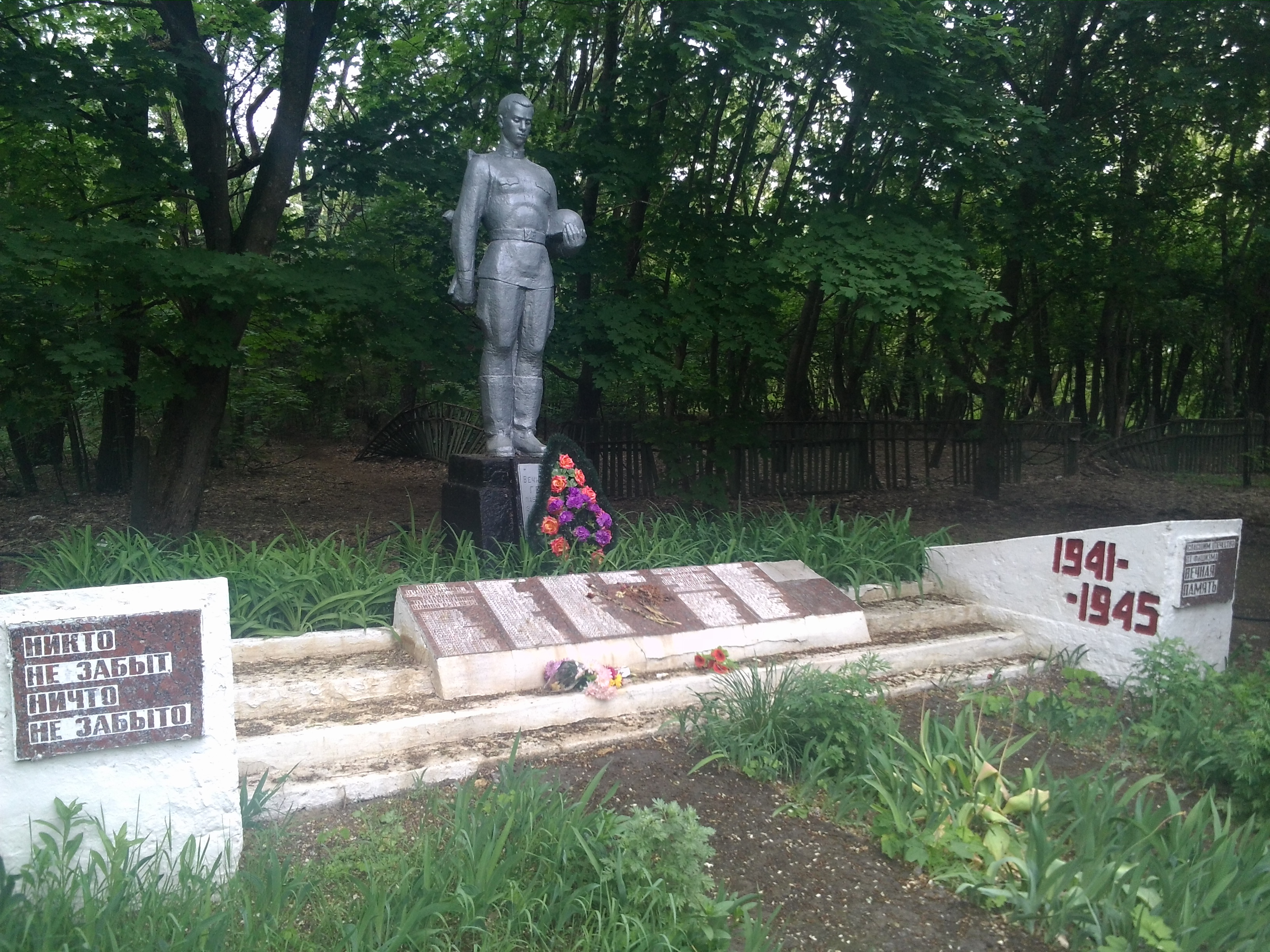
Pomník vojákům Rudé armády z let 1941–1945
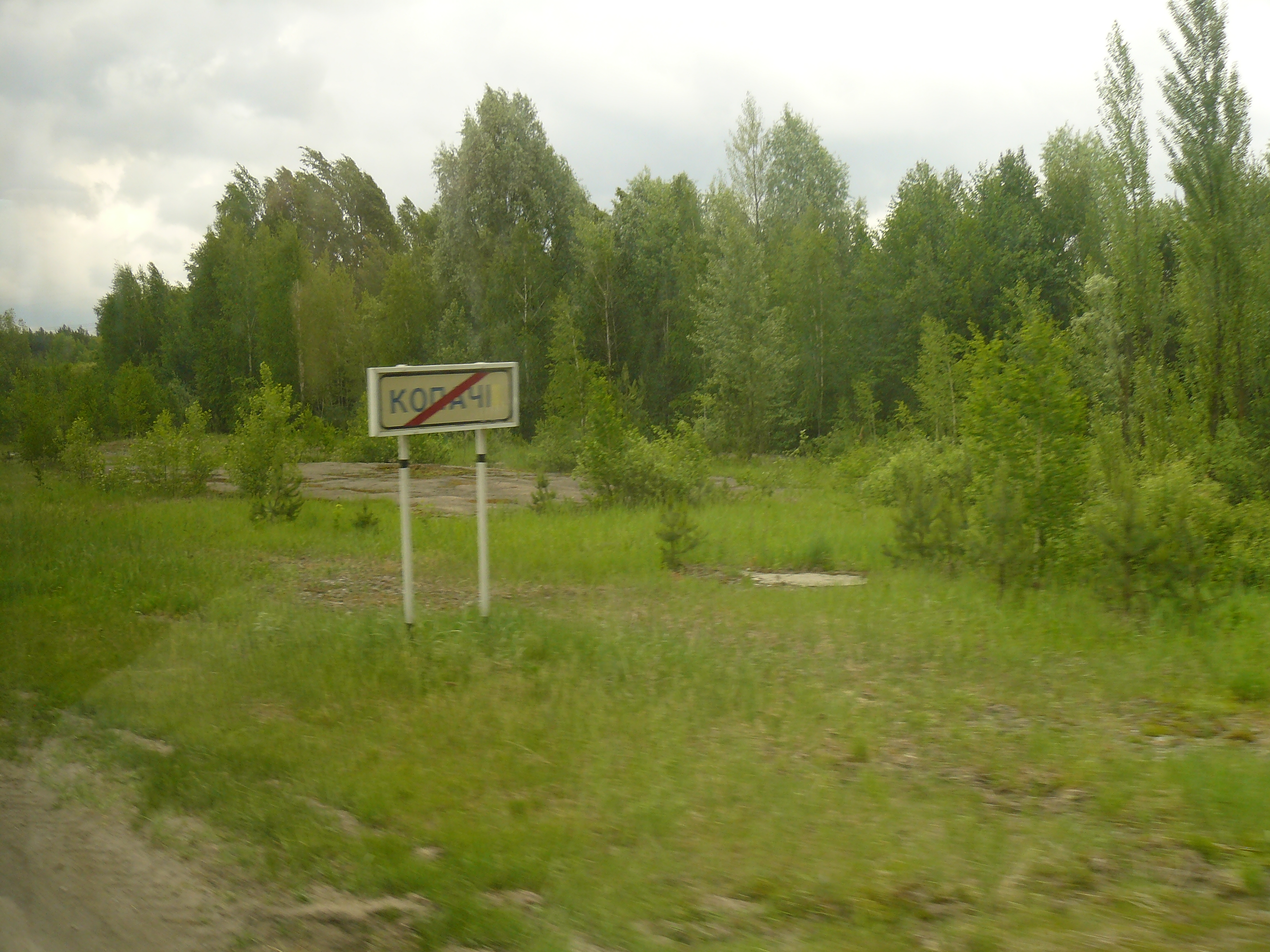
Cedule s názvem vesnice
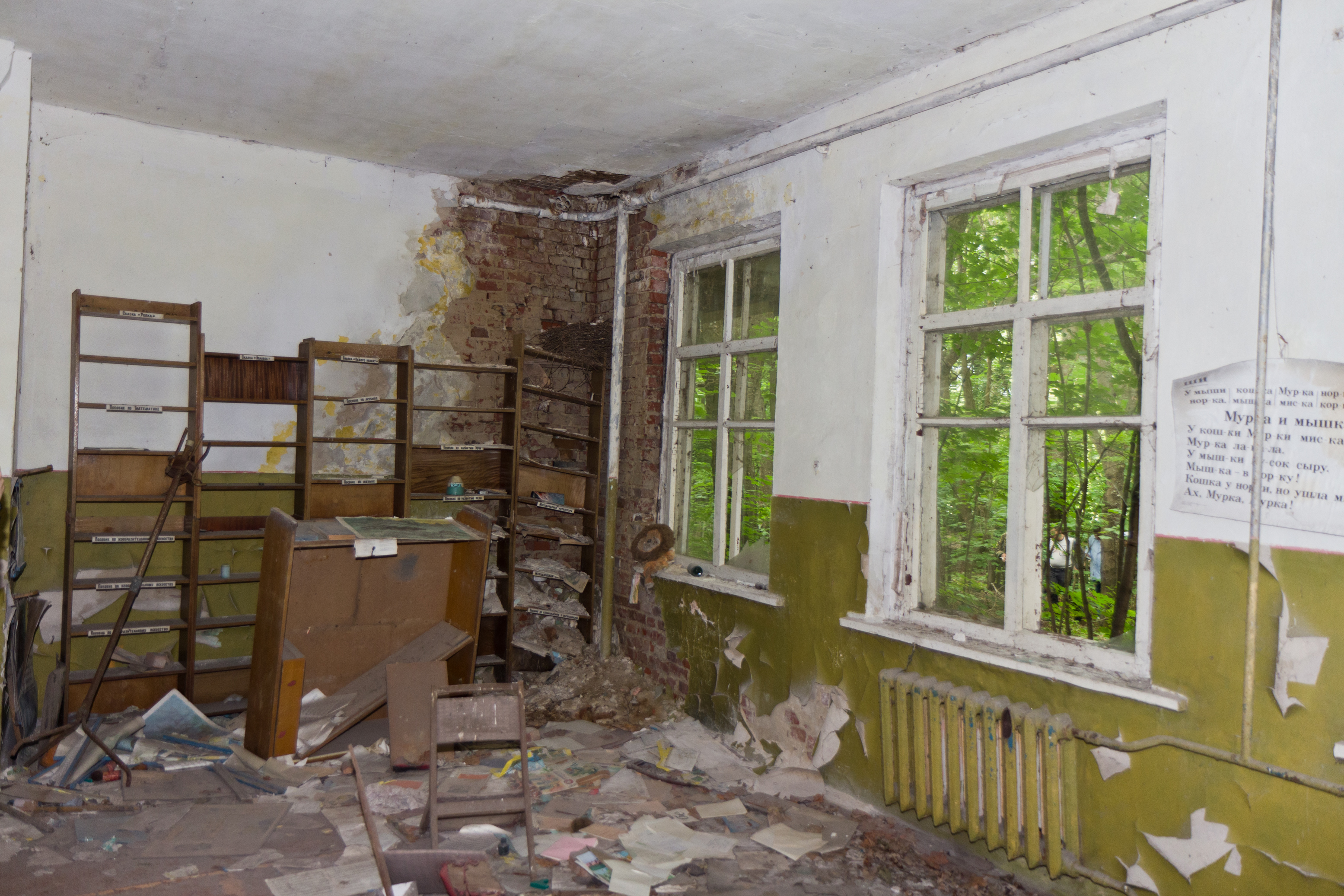
Mateřská škola (2013)
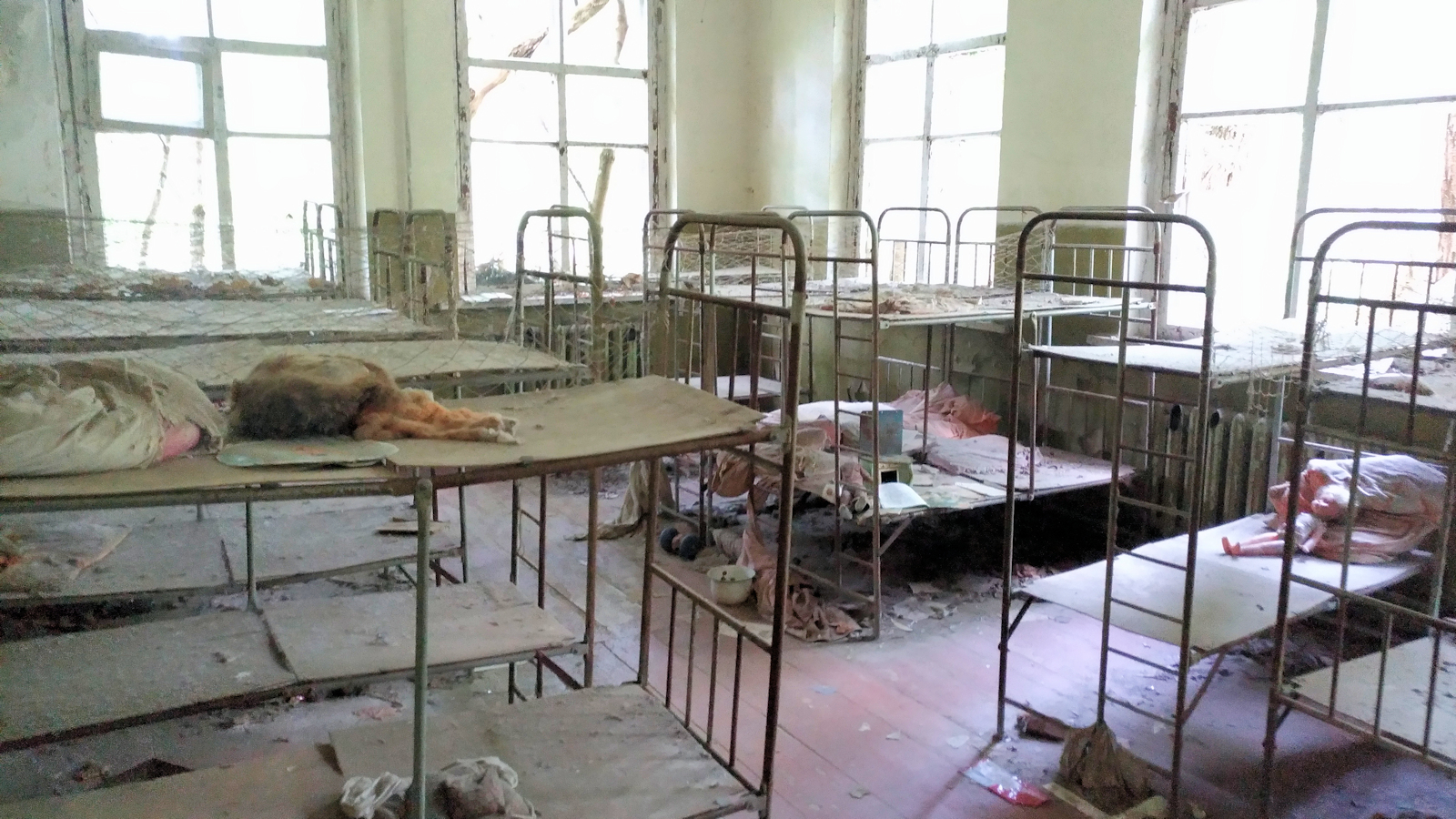
Postele v mateřské škole (2019)
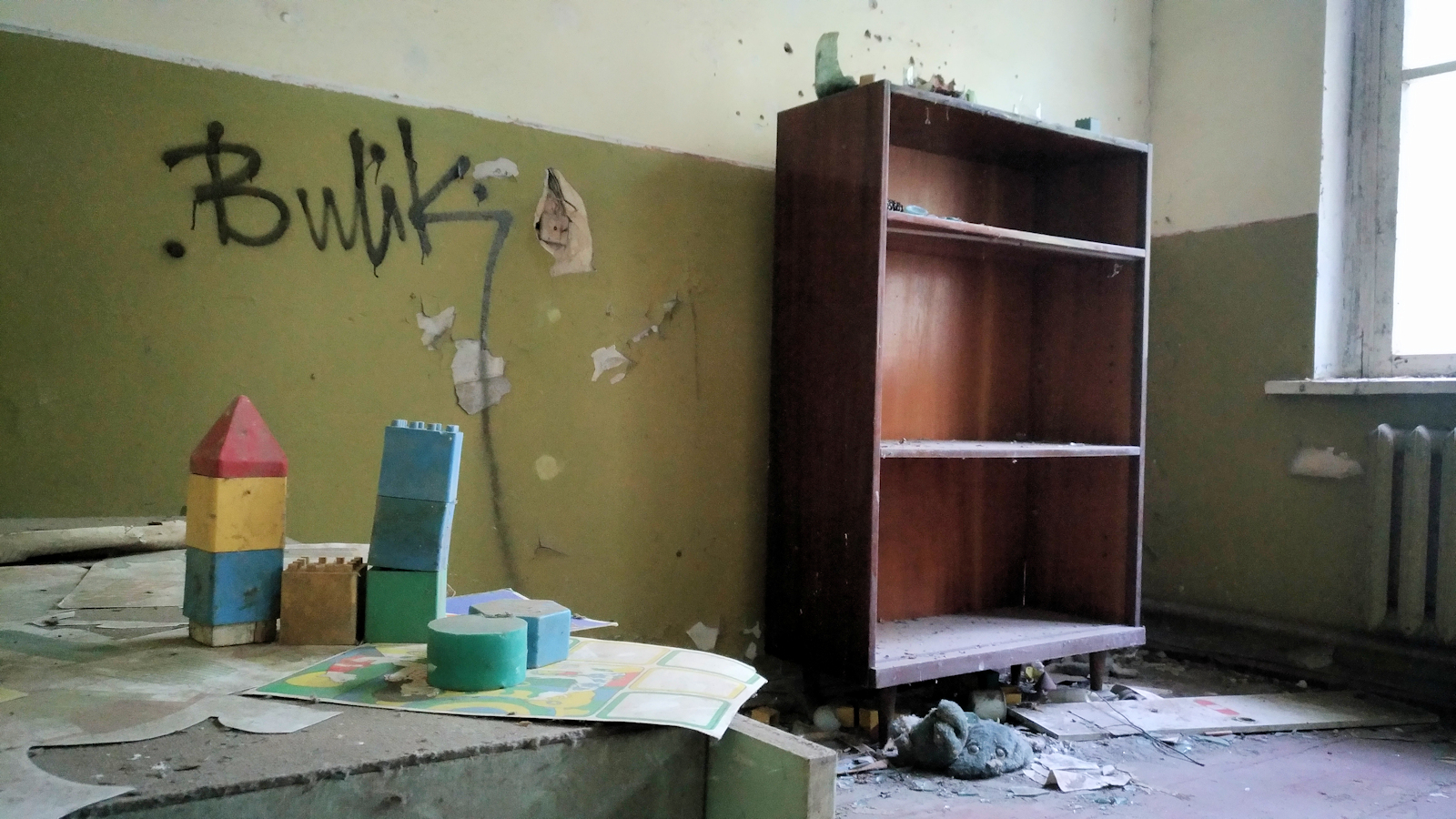
Hračky v mateřské škole (2019)

## Zajímavost
Prostředí vesnice bylo použito ve hře S.T.A.L.K.E.R.: Call of Pripyat. Zde je vesnice součástí lokace Janov (Jupiter).